# Musées royaux des Beaux-Arts de Belgique
Pour les articles homonymes, voir Musée des beaux-arts.
 (avril 2023).
Si vous disposez d'ouvrages ou d'articles de référence ou si vous connaissez des sites web de qualité traitant du thème abordé ici, merci de compléter l'article en donnant les références utiles à sa vérifiabilité et en les liant à la section « Notes et références ».

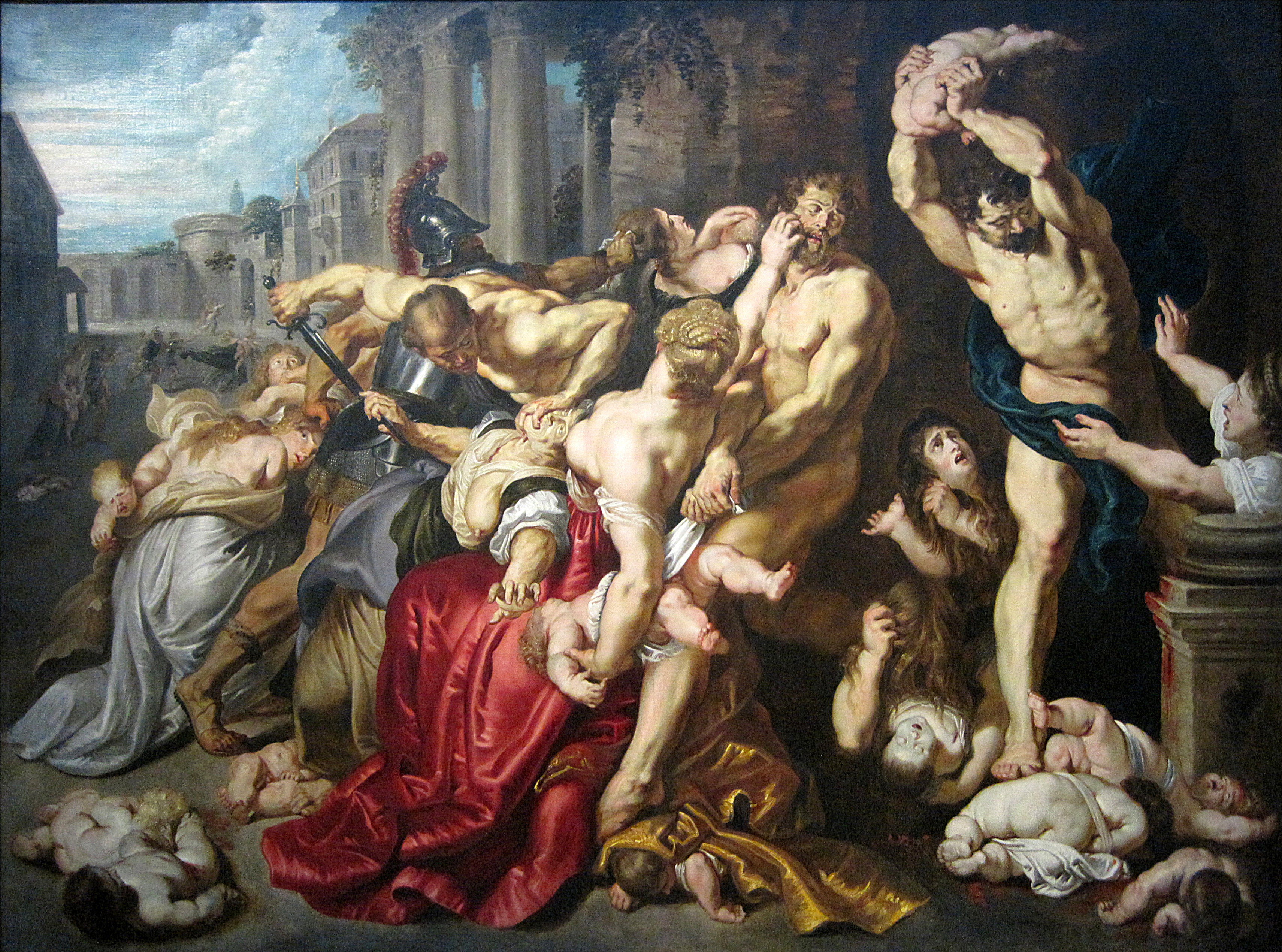
Le Massacre des Innocents (1611-1612) d'après Rubens.

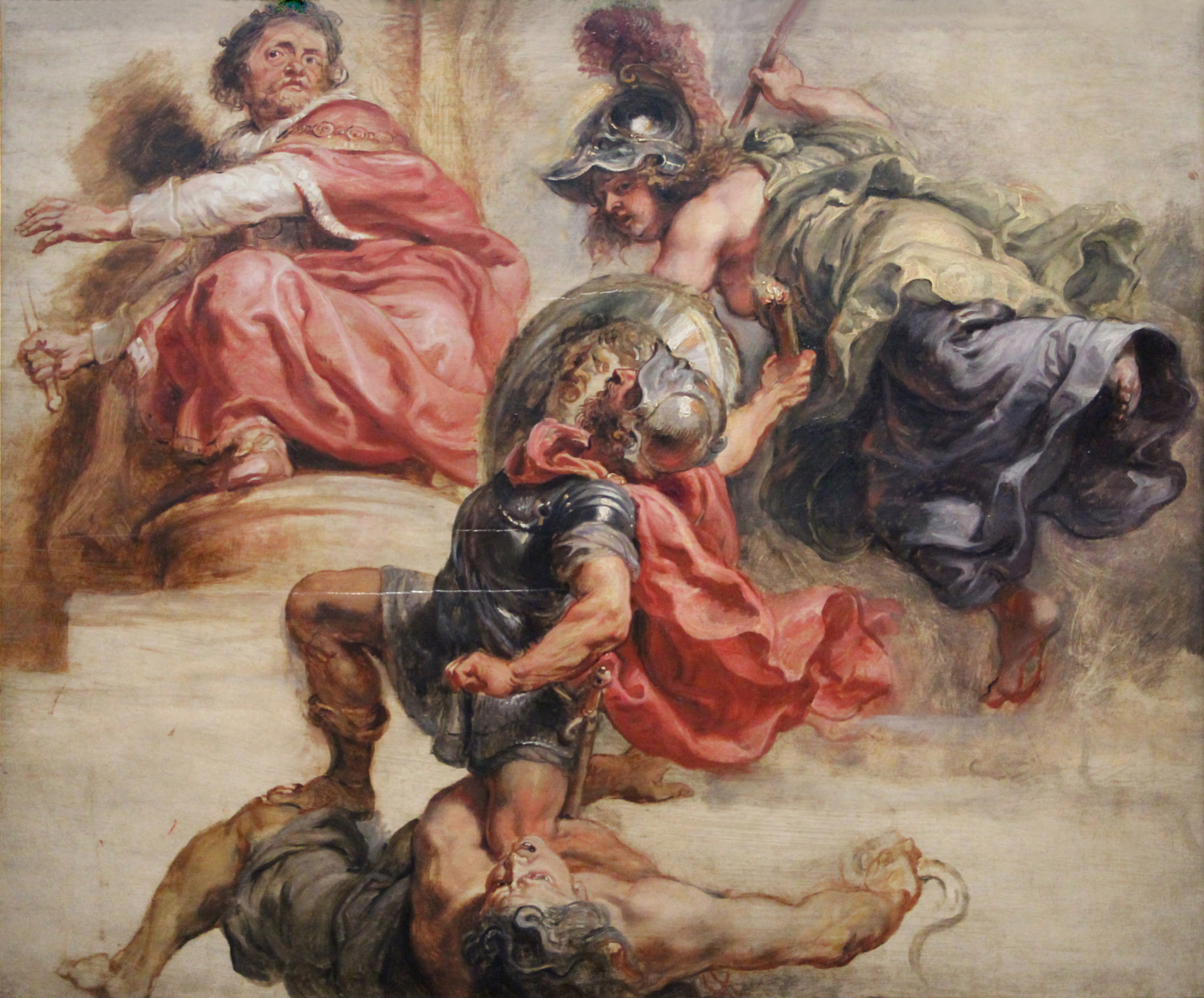
La Sagesse victorieuse de la guerre et de la discorde sous le gouvernement de Jacques Ier d'Angleterre (1632-1633) de Rubens.

Les musées royaux des Beaux-Arts de Belgique (MRBAB), situés à Bruxelles, conservent quelque vingt mille œuvres, peintures, sculptures et dessins. Ils intègrent six musées : le musée Oldmasters, antérieurement appelé « musée royal d'Art ancien » (XVe – XVIIIe siècle) ; le musée Magritte ; le musée Wiertz ; le musée Meunier ; le musée Fin-de-Siècle ; le musée d'Art moderne (XIXe – XXe siècle).

## Histoire
En 1794, de nombreuses œuvres furent saisies[Où ?] et rassemblées[Où ?] par les révolutionnaires français. Quatre ans plus tard, Guillaume Bosschaert fut désigné comme conservateur de ces œuvres, et s'efforça de récupérer d'autres œuvres saisies.
En 1801, le premier consul Bonaparte fonda par l'arrêté Chaptal le musée des Beaux-Arts de Bruxelles, alors ville française, qui reçut de nombreuses œuvres en provenance du Louvre. Le musée ouvrit ses portes en 1803, date à laquelle la ville de Bruxelles en devint propriétaire. Le musée était accessible au public le jeudi et le samedi, les artistes étant autorisés à y travailler les autres jours.
À l'époque du royaume uni des Pays-Bas, le roi Guillaume Ier essaya d'agrandir les collections et l'édifice de l'ancienne Cour (où se trouve encore actuellement le musée).
Après l'indépendance de la Belgique, le musée, qui appartenait à la ville de Bruxelles, fut cédé à l'État belge. Une section consacrée à l'art belge moderne fut ajoutée au musée en 1845.
En 1919, le musée changea d'appellation pour devenir le « musée royal des Beaux-Arts de Belgique ». Ce nom est de nouveau modifié en 1927 pour son appellation actuelle : « musées royaux des Beaux-Arts de Belgique ».

## Conservateurs

### Conservateurs en chef
- de 1798 à (date inconnue) : Guillaume Bosschaert, premier conservateur
- de 1947 à 1957 : Paul Fierens[1]
- de 1957 à 1969 : Claire Janson[2]
- de 1961 à 1984 : Philippe Roberts-Jones[réf. nécessaire]
- de 1985 à 1989 : Henri Pauwels
- de 2005 à 2023[3] : Michel Draguet
- de 2023 à 2024 : Sara Lammens[4]
- de 2024 à aujourd'hui : Kim Oosterlinck[5]

## Musée Oldmasters
Le musée Oldmasters, anciennement appelé « musée royal d'Art ancien », comprend une vaste collection de peintures, de sculptures et dessins du XVe au XVIIIe siècle. 
L'essentiel de la collection est formé autour de la peinture des anciens Pays-Bas méridionaux, présentée par ordre chronologique.
On y trouve par exemple de précieux panneaux des primitifs flamands (dont Rogier de le Pasture, Petrus Christus, Dirk Bouts, Hans Memling et Jérôme Bosch) et une salle consacrée à Pieter Brueghel l'Ancien, à Rubens, Jacob Jordaens ou encore Antoine van Dyck.

## Musée Magritte
Avec plus de deux cents œuvres, le musée Magritte possède la plus riche collection de l'artiste peintre surréaliste belge. Inauguré le 20 mai 2009, le musée Magritte a ouvert ses portes le 2 juin suivant dans un des bâtiments des musées royaux des Beaux-Arts de Belgique. Les œuvres exposées proviennent principalement de dons ainsi que des legs Irène Scutenaire-Hamoir et Georgette Magritte.

## Musée Wiertz
La vie et l'œuvre d'Antoine Wiertz (1806-1865) sont mis à l'honneur au cœur du quartier Léopold, dans l'ancien atelier du peintre. Rattaché aux musées royaux des Beaux-Arts de Belgique depuis 1868, le musée-atelier présente l'ensemble des œuvres qui furent léguées à l'État après la mort de l'artiste. Ce musée à l'atmosphère unique offre une vue saisissante des peintures monumentales, des statues et des esquisses marquées par le mouvement romantique belge.

## Musée Meunier
En 1899, Constantin Meunier fit construire sa maison, qui lui servit également d'atelier jusqu'à sa mort, six ans après. Rachetée par l'État en 1936, elle fut reconvertie en musée en l'honneur du peintre et sculpteur réaliste. Elle abrite aujourd'hui 150 œuvres et documents témoignant d'un passé industriel belge en pleine expansion.
Pour la première fois depuis 1909, les musées royaux des Beaux-Arts de Belgique présentent, du 20 septembre 2014 au 11 janvier 2015 une grande exposition rétrospective consacrée à Constantin Meunier.

## Musée Fin-de-Siècle
Peinture, sculpture, photographie, poésie, littérature, opéra, architecture... C'est tout l'art de 1865 — fondation de la Société libre des beaux-arts à Bruxelles — à 1914, qui est présenté au musée Fin-de-Siècle. Inauguré le 6 décembre 2013, le musée présente les collections d'artistes comme Constantin Meunier, James Ensor, Henri Evenepoel, Fernand Khnopff, Léon Spilliaert ou encore George Minne.
Axé sur une approche pluridisciplinaire, le musée Fin-de-Siècle est aujourd'hui en partenariat avec la Bibliothèque royale, le théâtre royal de la Monnaie, les musées royaux d'Art et d'Histoire, la Cinematek, la Bibliotheca Wittockiana et la fondation Roi-Baudouin, ainsi que la Région de Bruxelles-Capitale (dépôt de la collection Gillion Crowet).
Depuis le 8 janvier 2024, le Musée Fin-de-Siècle est temporairement inaccessible au public. En effet, les Musées royaux des Beaux-Arts de Belgique entrent dans une nouvelle phase de travaux qui nécessite de repenser les espaces. Cependant, des expositions temporaires présentent régulièrement des sélections d’œuvres issues de cette collection, en attendant que celle-ci puisse investir un lieu adapté.

## Musée d'Art moderne
La collection d’art moderne fait aujourd'hui l’objet d’un projet de réinstallation. Les expositions temporaires Le Choix des conservateurs permettent de présenter les œuvres en attendant que cette riche collection prenne place dans le PostmodernLab Museum, ex-établissements Vanderborght[Information douteuse].